# ス光
ス光（スびかり）は、少女漫画家で心霊劇画家の黒田みのるを教祖 （大教主）に頂く新宗教系教団。

## 教義
この世界は、現界以外に、幽界、霊界、神霊界、神界から成り立ち、「ス神」の「御経綸」により、生成・変化していく。人間も、現界の肉体以外に、上記諸世界に対応する幽体、霊体、神霊体、神体から成り立っているという。
憑依霊や先祖霊に対して、自らの罪を詫びる「詫びの行」の日常的実践が奨励されている。
また、「炎の業（わざ）」と呼ばれる両手を用いる「手かざし（「浄光」）」を行なうことで知られる。黒田がかつて世界真光文明教団で布教漫画を執筆していたり、しばらく崇教真光に在籍していたことがあることなどから、真光系諸教団の一つに数え上げられている。

## 名称の変遷
1980年（昭和55年）に「光輪」として立教するが、1984年（昭和59年）に「ス光光波世界神団」を名乗る。さらに、2013年（平成25年）に「ス光」に改称。

## 活動内容
月例祭、過去世祭（2月）、先祖祭（5月）、動物ペット祭（8月）、御神名顕世祝賀会（9月）、想念祭火水子祭（11月）

## 活動拠点
本部は東京都八王子市。他に「御光ドーム」が、山梨県北杜市小淵沢町に建築された。「御神築座」が、大分県臼杵市をはじめ各地にある。その他、全国の主要都市に「恢弘所」がある。